# Ukraiinka (Mîkolaiivka), Kirovohrad
Ukraiinka (în ucraineană Українка) este un sat în comuna Mîkolaiivka din raionul Kirovohrad, regiunea Kirovohrad, Ucraina.

## Demografie
Componența lingvistică a localității Ukraiinka
     Ucraineană (97,85%)
     Rusă (1,72%)
Conform recensământului din 2001, majoritatea populației localității Ukraiinka era vorbitoare de ucraineană (97,85%), existând în minoritate și vorbitori de rusă (1,72%).